# میموسا
میموسا (نام علمی: Mimosa) نام یک سرده با ۴۰۰ گونه از زیرخانواده کهوریان از تیرهٔ باقلاییان است.